# Michael Waltrip
Statistiques en NASCAR Cup Series
Dernière mise à jour : 2 juillet 2022 
Michael Waltrip (né le 30 avril 1963 à Owensboro, Kentucky) est un pilote américain de NASCAR participant à la Sprint Cup Series. Il pilote la voiture no 55 et est le frère du légendaire Darrell Waltrip, ancien champion NASCAR. Il a remporté le Daytona 500 en 2001 (le jour de l'accident de l'accident fatal de Dale Earnhardt) et en 2003.
En 2010, il participe aux 24 Heures de Spa au volant d'une Ferrari F430 GT2 de la formation italienne AF Corse et enchaîne en 2011 avec les 24 Heures du Mans.